# Lista siturilor arheologice din județul Călărași - T
Lista siturilor arheologice din județul Călărași - T conține toate siturile arheologice din județul Călărași înscrise în Repertoriul Arheologic Național (RAN) și aflate în localități al căror nume începe cu litera T. RAN este administrat de Ministerul Culturii și Patrimoniului Național și cuprinde date științifice, cartografice, topografice, imagini și planuri, precum și orice alte informații privitoare la zonele cu potențial arheologic, studiate sau nu, încă existente sau dispărute.
Puteți căuta un sit din localitățile care încep cu litera T folosind formularul de mai jos sau puteți naviga prin toate siturile din județ la Lista siturilor arheologice din județul Călărași.
| Cod RAN                                | Denumire | Localitate                            | Adresă             | Datare                               | Descoperit | Coordonate                                    | Imagine           | Erori            |
| -------------------------------------- | --- | ------------------------------------- | ------------------ | ------------------------------------ | ---------- | --------------------------------------------- | ----------------- | ---------------- |
| 102892.01.01                           | Siliștea medievală de la Tăriceni / ansamblu anonim (Categorie: locuire civilă) (Tip: Așezare)                         | sat Tăriceni, comuna Frăsinet         |                    |                                      | 1972       | 44°17′16″N 26°50′10″E / 44.28778°N 26.83622°E | Încărcați imagine | Raportați eroare |
| 102892.02.01                           | Situl arheologic de la Tăriceni / ansamblu anonim (Categorie: locuire civilă) (Tip: Așezare)                           | sat Tăriceni, comuna Frăsinet         |                    | geto-dacică                          | 1972       | 44°17′36″N 26°49′59″E / 44.29328°N 26.83306°E | Încărcați imagine | Raportați eroare |
| 102892.02.02                           | Situl arheologic de la Tăriceni / ansamblu anonim (Categorie: locuire civilă) (Tip: așezare)                           | sat Tăriceni, comuna Frăsinet         |                    | sec. IV                              | 1972       | 44°17′36″N 26°49′59″E / 44.29328°N 26.83306°E | Încărcați imagine | Raportați eroare |
| 102892.02.03                           | Situl arheologic de la Tăriceni / ansamblu anonim (Categorie: locuire civilă) (Tip: așezare)                           | sat Tăriceni, comuna Frăsinet         |                    | Dridu                                | 1972       | 44°17′36″N 26°49′59″E / 44.29328°N 26.83306°E | Încărcați imagine | Raportați eroare |
| 102892.03.01                           | Vatra veche a satului Tăriceni - "Siliștea Tăriceni" / ansamblu anonim (Categorie: locuire civilă) (Tip: Așezare)      | sat Tăriceni, comuna Frăsinet         | Siliștea Tăriceni  |                                      | 1972       | 44°17′36″N 26°50′02″E / 44.29328°N 26.83386°E | Încărcați imagine | Raportați eroare |
| 102892.03.02                           | Vatra veche a satului Tăriceni - "Siliștea Tăriceni" / ansamblu anonim (Categorie: locuire civilă) (Tip: Așezare)      | sat Tăriceni, comuna Frăsinet         | Siliștea Tăriceni  |                                      | 1972       | 44°17′36″N 26°50′02″E / 44.29328°N 26.83386°E | Încărcați imagine | Raportați eroare |
| 102892.04.01                           | Situl arheologic de la Tăriceni / ansamblu anonim (Categorie: descoperire funerară) (Tip: Necropolă)                   | sat Tăriceni, comuna Frăsinet         |                    | mormintelor cu ocru                  | 2003       | 44°18′03″N 26°49′47″E / 44.30078°N 26.82972°E | Încărcați imagine | Raportați eroare |
| 102892.04.02                           | Situl arheologic de la Tăriceni / ansamblu anonim (Categorie: descoperire funerară) (Tip: Așezare)                     | sat Tăriceni, comuna Frăsinet         |                    | Coslogeni                            | 2003       | 44°18′03″N 26°49′47″E / 44.30078°N 26.82972°E | Încărcați imagine | Raportați eroare |
| 102892.04.03                           | Situl arheologic de la Tăriceni / ansamblu anonim (Categorie: descoperire funerară) (Tip: Așezare)                     | sat Tăriceni, comuna Frăsinet         |                    | Sântana de Mureș - Cerneahov         | 2003       | 44°18′03″N 26°49′47″E / 44.30078°N 26.82972°E | Încărcați imagine | Raportați eroare |
| 102892.05.01                           | Așezare Gumelnița de la Tăriceni - "Schitul Tăriceni" / ansamblu anonim (Categorie: locuire civilă) (Tip: Așezare)     | sat Tăriceni, comuna Frăsinet         | Schitul Tăriceni   | Gumelnița - A2                       | 2001       | 44°18′02″N 26°49′38″E / 44.30045°N 26.82711°E | Încărcați imagine | Raportați eroare |
| 105464.01.01 (Cod LMI: CL-I-s-B-14582) | Așezarea pluristratificată de lângă Tămădăul Mare / ansamblu anonim(Valea Slatina) (Categorie: așezare) (Tip: Așezare) | sat Tămădău Mare, comuna Tămădău Mare | Valea Călugărească | Coslogeni                            | 1972       | 44°27′32″N 26°34′59″E / 44.45889°N 26.58306°E | Încărcați imagine | Raportați eroare |
| 105455.01.02 (Cod LMI: CL-I-s-B-14582) | Așezarea pluristratificată de lângă Tămădăul Mare / ansamblu anonim(Valea Slatina) (Categorie: așezare) (Tip: Așezare) | sat Tămădău Mare, comuna Tămădău Mare | Valea Călugărească |                                      | 1972       | 44°27′32″N 26°34′59″E / 44.45889°N 26.58306°E | Încărcați imagine | Raportați eroare |
| 105455.01.03 (Cod LMI: CL-I-s-B-14582) | Așezarea pluristratificată de lângă Tămădăul Mare / ansamblu anonim(Valea Slatina) (Categorie: așezare) (Tip: Așezare) | sat Tămădău Mare, comuna Tămădău Mare | Valea Călugărească | Dridu                                | 1972       | 44°27′32″N 26°34′59″E / 44.45889°N 26.58306°E | Încărcați imagine | Raportați eroare |
| 105525.01.01                           | Așezarea pluristratificată de la nord-est de sat / ansamblu anonim (Categorie: locuire) (Tip: Locuire)                 | sat Tămădău Mic, comuna Tămădău Mare  |                    |                                      | 1972       | 44°27′42″N 26°33′45″E / 44.46167°N 26.5625°E  | Încărcați imagine | Raportați eroare |
| 105525.01.02                           | Așezarea pluristratificată de la nord-est de sat / ansamblu anonim (Categorie: locuire) (Tip: Locuire)                 | sat Tămădău Mic, comuna Tămădău Mare  |                    | getică                               | 1972       | 44°27′42″N 26°33′45″E / 44.46167°N 26.5625°E  | Încărcați imagine | Raportați eroare |
| 105525.01.03                           | Așezarea pluristratificată de la nord-est de sat / ansamblu anonim (Categorie: locuire) (Tip: Locuire)                 | sat Tămădău Mic, comuna Tămădău Mare  |                    | Dridu                                | 1972       | 44°27′42″N 26°33′45″E / 44.46167°N 26.5625°E  | Încărcați imagine | Raportați eroare |
| 105464.02.01                           | Așezarea culturii Sântana de Mureș-Cerneahov de la Tămădăul Mare / ansamblu anonim (Categorie: așezare) (Tip: Așezare) | sat Tămădău Mare, comuna Tămădău Mare |                    | Sântana de Mureș - Cerneahov sec. IV | 1972       | 44°28′02″N 25°33′08″E / 44.46722°N 25.55222°E | Încărcați imagine | Raportați eroare |
| 105464.03.02                           | Așezarea culturii Sântana de Mureș-Cerneahov de la Tămădăul Mare / ansamblu anonim (Categorie: așezare) (Tip: Așezare) | sat Tămădău Mare, comuna Tămădău Mare |                    | Dridu                                | 1972       | 44°28′02″N 25°33′08″E / 44.46722°N 25.55222°E | Încărcați imagine | Raportați eroare |
| 92630.01.01                            | Așezarea Coslogeni de la Tonea / ansamblu anonim (Categorie: locuire) (Tip: așezare)                                   | sat Tonea, comuna Modelu              |                    | Coslogeni sf. Mil. II î.Hr.          |            | 44°12′18″N 27°24′53″E / 44.20496°N 27.41473°E | Încărcați imagine | Raportați eroare |